# Alyaksey Tsimashenka
Alyaksey Tsimashenka (tiếng Belarus: Аляксей Цімашэнка; tiếng Nga: Алексей Тимошенко; sinh 9 tháng 12 năm 1986) là một cầu thủ bóng đá Belarus. Tính đến năm 2018, anh thi đấu cho Slutsk.

## Danh hiệu
Gomel
- Vô địch Cúp bóng đá Belarus: 2010–11
- Vô địch Siêu cúp bóng đá Belarus: 2012